# 680 (číslo)
Šest set osmdesát je přirozené číslo. Následuje po čísle šest set sedmdesát devět a předchází číslu šest set osmdesát jedna. Římskými číslicemi se zapisuje DCLXXX a řeckými číslicemi χπ.

## Matematika
680 je:
- Čtyřstěnové číslo
- Abundantní číslo
- Složené číslo
- Šťastné číslo

## Astronomie
- (680) Genoveva je planetka hlavního pásu, kterou objevil v roce 1909 August Kopff

## Ostatní
- +680 je mezinárodní telefonní předvolba Palau

## Roky
- 680
- 680 př. n. l.